# Eublemma luteipennis
Eublemma luteipennis är en fjärilsart som beskrevs av Embrik Strand 1917. Eublemma luteipennis ingår i släktet Eublemma och familjen nattflyn. Inga underarter finns listade i Catalogue of Life.